# 1855 en Italie
Chronologie de l'Italie
- 1851
- 1852
- 1853
- 1854
- 1855
- 1856
- 1857
- 1858
- 1859

## Événements
- 26 janvier : conventions militaire et financière conclues entre la France, le Royaume-Uni et le royaume de Sardaigne[1]. Camillo Cavour engage le Piémont dans l’alliance franco-britannique. Il veut renforcer le lien avec la France pour obtenir son aide dans le règlement de la question italienne et redorer le blason de son armée qui a fait piètre figure face aux Autrichiens en 1849. Les troupes sardes participent à l’expédition de Crimée, malgré une opinion publique défavorable. Elles perdent 2 600 hommes. Cavour peut poser dans un mémorandum la question italienne devant le Congrès de Paris.
- 2 mars : la loi sur les couvents est adoptée à la Chambre au Piémont ; elle supprime en principe toutes les communautés religieuses[2].
- 26 avril : Monseigneur de Calabiana, évêque de Casale, lit une motion offrant la somme de 928 000 lires nécessaire à l’entretien du bas clergé en échange de l’abrogation de la loi sur les couvents votée le 2 mars[3]. Début de la Crise Calabiana qui provoque la démission du premier gouvernement Cavour.
- 4 mai : second gouvernement Cavour au Piémont-Sardaigne (fin le 12 juillet 1859)[4].
- 28 mai, Piémont : la loi sur les couvents, remaniée après un passage au Sénat, est adoptée par la Chambre[2].
- 12 juin : tentative d'attentat contre le cardinal Antonelli, secrétaire d'État de Pie IX, qui est menacé d'un coup de poignard par le chapelier Antonio De Felici[5].
- 16 août : le corps expéditionnaire piémontais participe à la bataille de la Tchernaïa sous le commandement de La Marmora[6].
- Novembre-décembre : voyage du roi de Piémont Victor-Emmanuel, accompagné de Cavour et d’Azeglio a Paris et à Londres[6].
- 7 décembre : lors d’un diner à Compiègne, Napoléon III recommande à Cavour d’écrire confidentiellement  au ministre des Affaires étrangères Walewski « ce que vous croyez que je puisse faire pour le Piémont et l’Italie »[6].

## Culture

### Littérature

#### Livres parus en 1855
- Il dottor Antonio, roman de Giovanni Ruffini

### Musique

#### Opéras créés en 1855
- 13 juin : Les Vêpres siciliennes (I vespri siciliani), opéra de Giuseppe Verdi, créé à l'Opéra de Paris.

## Naissance en 1855
- 26 mai : Vittoria Aganoor, poétesse († 9 avril 1910).

## Décès en 1855
- 13 septembre : Giuseppe Gandolfo, peintre (° 28 août 1792).
- 9 novembre : Domenico Cosselli, 54 ans, chanteur lyrique (baryton). (° 27 mai 1801)